# Pitch Perfect
Pitch Perfect ist eine US-amerikanische Filmkomödie aus dem Jahr 2012 von Regisseur Jason Moore. Der Film lief am 28. September 2012 in den US-amerikanischen Kinos an. Deutscher Kinostart war der 20. Dezember 2012. Die Komödie basiert lose auf Mickey Rapkins Sachbuch Pitch Perfect: The Quest for Collegiate A Cappella Glory aus dem Jahr 2008.
Der Titel Pitch Perfect bedeutet wörtlich übersetzt so viel wie „Ton perfekt intoniert“ (pitch = Tonhöhe); „perfect pitch“ ist auch der umgangssprachliche Ausdruck für das absolute Gehör. 

## Handlung
Die Handlung dreht sich um die weibliche A-cappella-Gruppe The Barden Bellas der fiktiven Barden University. Da die meisten Mitglieder das College abgeschlossen haben, müssen die verbliebenen Chloe und Aubrey Nachwuchs anwerben. Dabei werden sie auf Beca aufmerksam, die hier auf Wunsch ihres Vaters mindestens ein Jahr lang studieren soll. Im Gegenzug will er danach ihre Karrierepläne als Musikproduzentin in L.A. unterstützen.
Beca schließt sich den Barden Bellas an und merkt schnell, dass die talentierte Gruppe zu sehr Wert auf traditionelle Elemente legt, anstatt das Publikum mit interessanten Einlagen zu überraschen. Jeder Änderungsvorschlag prallt jedoch an der kontrollsüchtigen Aubrey ab. Am College lernt Beca Jesse kennen, der sich den Erzrivalen der Barden Bellas anschließt – den Treblemakers. Zwischen beiden entwickelt sich schnell eine freundschaftliche Beziehung, die bei einem gemeinsamen Filmabend beinahe in einem Kuss endet.
Bei dem Halbfinale eines nationalen A-cappella-Wettbewerbes erreicht die Gruppe um Aubrey nur den dritten Platz. Aubrey macht Beca für das Scheitern verantwortlich, da Beca während der Vorführung ungeplante Gesangseinlagen miteinbrachte, die das traditionelle Arrangement von Aubrey konterkarierten. Diese verlässt daraufhin nicht nur die Gesangsgruppe, sondern distanziert sich von Jesse, der sie gegenüber Aubrey in Schutz nehmen wollte.
Erst ihr Vater kann Beca dazu animieren, sich mit den Barden Bellas wieder zu versöhnen. Bei ihrem Versuch, sich gegenüber der Gruppe für ihr Verhalten zu entschuldigen, unterbricht sie einen Streit zwischen Aubrey und ihrer A-cappella-Gruppe, was dazu führt, dass Aubrey ihr Fehlverhalten einsieht und sie Beca mehr Spielraum für ihre kreativen Ideen lässt. Nur durch einen Zufall bedingt erhalten die Barden Bellas die Gelegenheit, an dem Finale der Meisterschaft teilzunehmen. Dank einer ideenreichen Aufführung und einem neuen optischen Erscheinungsbild der Mädchen können die Gruppenmitglieder Publikum und Schiedsrichter für sich gewinnen. Noch während das Publikum jubelt, können Beca und Jesse ihren Streit schlichten und küssen sich.

## Musik
| Interpret                             | Titel                      | beinhaltete Songs |
| ------------------------------------- | -------------------------- | --- |
| The Treblemakers                      | Don’t Stop The Music       | Rihanna „Don’t Stop The Music“ |
| The Treblemakers                      | Let It Whip                | Dazz Band „Let It Whip“ |
| Audition                              | Since U Been Gone          | Kelly Clarkson „Since U Been Gone“ |
| Anna Kendrick                         | Cups                       | Luisa Gerstein / A.P. Carter „When I’m Gone“ |
| Anna Kendrick                         | Titanium                   | David Guetta ft. Sia „Titanium“ |
| Riff-Off                              | Ladies Of The 80’s         | Toni Basil „Mickey“ / Madonna „Like A Virgin“ / Pat Benatar „Hit Me With Your Best Shot“                                                                                             |
| Riff-Off                              | Songs About Sex            | Rihanna „S&M“ / Salt ’n’ Pepa „Let’s Talk About Sex“ / Boyz II Men „I’ll Make Love To You“ / Foreigner „Feels Like The First Time“ / BLACKstreet ft. Dr. Dre & Queen Pe „No Diggity“ |
| The Barden Bellas                     | Bellas Regionals           | Ace of Base „The Sign“ / The Bangles „Eternal Flame“ / Vicki Sue Robinson „Turn The Beat Around“                                                                                     |
| The Treblemakers (ft. My Name Is Kay) | Right Round                | Flo Rida ft. Ke$ha „Right Round“ |
| The Barden Bellas                     | Pool Mash-Up               | Bruno Mars „Just The Way You Are“ / Nelly „Just A Dream“ |
| The Barden Bellas                     | Party In The USA           | Miley Cyrus „Party In The USA“ |
| The Treblemakers                      | Trebles Finals             | CeeLo Green „Bright Lights Bigger City“ / B.o.B ft. Rivers Cuomo „Magic“ |
| The Barden Bellas                     | Bellas Finals              | Jessie J „Price Tag“ / Simple Minds „Don’t You (Forget About Me)“ / Pitbull ft. Ne-Yo, Afrojack & Nayer „Give Me Everything“, UK: Silber                                             |
| Christophe Beck & Mark Kilian         | Toner (Instrumental Suite) | |

## Soundtrack
Pitch Perfect: Original Motion Picture Soundtrack wurde am 25. September 2012 digital und am 2. Oktober 2012 auf CD veröffentlicht. Drei der Songs, u. a. der von Anna Kendrick gecoverte Song Cups, landeten in den Billboard Top 100. Mit 793.000 verkauften Exemplaren wurde er in den USA zum meistverkauften Soundtrack des Jahres 2013. Bis April 2014 wurde der Soundtrack 1.054.420 Mal in den USA verkauft, was ihn dort zum meistverkauften digitalen Soundtrack aller Zeiten macht. In den USA erfolgte eine Auszeichnung mit Doppelplatin und mit Gold, im UK mit Gold.
Zudem wurde noch die CD More from Pitch Perfect veröffentlicht, auf der man zusätzliche Songs findet. Das Medley Riff Off-Mickey/Like A Virgin/Hit Me wurde in Großbritannien 2023 mit Silber für 200.000 Verkäufe ausgezeichnet.

## Synchronisation
Der Film wurde bei der RC Production Kunze & Wunder vertont. Tobias Neumann schrieb das Dialogbuch, Nana Spier führte die Dialogregie.
| Rolle                   | Schauspieler             | Synchronsprecher |
| ----------------------- | ------------------------ | ---------------- |
| Beca Mitchell           | Anna Kendrick            | Anne Helm        |
| Jesse Swanson           | Skylar Astin             | Roman Wolko      |
| Benji Applebaum         | Ben Platt                | Tim Knauer       |
| Chloe Beale             | Brittany Snow            | Maria Koschny    |
| Aubrey Posen            | Anna Camp                | Sonja Spuhl      |
| Fat Amy                 | Rebel Wilson             | Ursula Hugo      |
| Stacie Conrad           | Alexis Knapp             | Julia Kaufmann   |
| Cynthia Rose            | Ester Dean               | Peggy Sander     |
| Lily Okanakamura        | Hana Mae Lee             | Julia Stoepel    |
| Jessica                 | Kelley Jakle             | Esra Vural       |
| Denise                  | Wanetah Walmsley         | Anita Hopt       |
| Ashley                  | Shelley Regner           | Julia Meynen     |
| Mary Elise              | Caroline Fourmy          |                  |
| Kori                    | Nicole Lovince           |                  |
| Bumper                  | Adam DeVine              | Tobias Müller    |
| Donald                  | Utkarsh Ambudkar         | Dirk Stollberg   |
| Unicycle                | Michael Viruet           |                  |
| Kolio                   | David Del Rio            |                  |
| Gail Abernathy-McKadden | Elizabeth Banks          | Cathlen Gawlich  |
| John Smith              | John Michael Higgins     | Johannes Berenz  |
| Tommy                   | Christopher Mintz-Plasse | Hannes Maurer    |

## Kritiken
Der Film erhielt überwiegend positive Bewertungen. Der Kritiker der New York Post vergab 3,5 von 4 Sternen und lobte neben den Musikeinlagen vor allem das witzige Drehbuch. The Playlist vergab ein B+ und nannte Pitch Perfect einen „rundum gelungenen Film“.
Der Metascore-Dienst Rotten Tomatoes ermittelte 81 Prozent positive Stimmen, basierend auf 154 Kritiken
Auch Filmstarts und Moviemaze beurteilten den Film positiv:

„Regisseur Jason Moore bringt mit Pitch Perfect eine heitere High-School-Komödie auf die Leinwand, die dank der Ausflüge in unerwartete Humorgefilde nicht nur eingefleischten Musical-Fans jede Menge Spaß bereiten dürfte.“

„Das dachte sich wohl auch Regisseur Jason Moore und statt konservativer Chorgesänge tischt er uns lieber eine rotzfreche Coming-of-Age-Story auf, vor der sich die gesamte YouTube-Generation verbeugen darf. Dabei trifft der Spielfilmdebütant häufig den richtigen Ton, haut stellenweise kräftig in die Tasten und setzt einem noch jungen Mythos ein würdiges Denkmal. Vor allem macht das Werk aber einfach Laune!“

Das Lexikon des internationalen Films urteilte zurückhaltender, bei Prisma fiel der Film komplett durch:

„High-School-Musical-Film, der die konventionelle Handlung mit einer Dosis derben Humors anreichert, die nicht immer zündet, ihm aber doch einen sperrigen Charme verleiht.“

„Und wieder einer jener gelackten amerikanischen Filme, in denen viel zu alte Darsteller auf jung machen und so tun, als würden sie die Liebe entdecken. Das ist größtenteils bestenfalls zum Fremdschämen. Spätestens wenn das typische Wettbewerb-Element dazu kommt wird es richtig peinlich, zumal man meint, dies alles vor und auch nach Glee on Tour – Der 3D Film und den High School Musicals schon hundertfach mit wesentlich besseren Songs gesehen zu haben. So ist auch Pitch Perfect ein Film, der sich bei der Jugend anbiedert und den die Welt nicht braucht.“

## Fortsetzungen
Im Dezember 2012 wurde bekannt, dass sich Skylar Astin und Rebel Wilson in den Universal Studios trafen, um über eine eventuelle Fortsetzung zu reden. Im April 2013 wurde der zweite Teil für das Jahr 2015 angekündigt. In Deutschland startete Pitch Perfect 2 am 14. Mai 2015 in den Kinos. Am 21. Dezember 2017 lief Pitch Perfect 3 in den deutschen Kinos an.